# Ivar Andersson (konstnär, 1903–1964)
Ivar Viktor Andersson, född 18 september 1903 i Mölltorp, Skaraborgs län, död 1 december 1964 i Bromma, var en svensk konstnär och konstruktionsritare.
Han var son till arbetaren Johan Andersson och Hulda Karlsson och från 1944 gift med Märta Larsson. Andersson kom in på den konstnärliga banan när han var i 30-årsåldern efter att under flera år arbetat som konstruktionsritare. Han studerade konst för Torsten Palm och Karl Gullberg samt vid Tekniska skolan i Stockholm. Under en studieresa till Frankrike studerade han för Jean Souverbie vid Académie Julien i Paris och han företog senare studieresor till Norge, Italien och Nordafrika. Han debuterade separat med en utställning på De ungas salong i Stockholm 1941 och har därefter ställt ut separat på Gummesons konsthandel och konstsalong Samlaren. Han medverkade i samlingsutställningar med Västerås konstförening och Skara konstförening. Hans konst består av figurer, blommor och landskapsbilder från bland annat Öland. Han använde sig av signaturen IAN. Andersson är representerad vid Moderna museet  och Västerås konstförenings samlingar.
Ivar Andersson är begravd på Råcksta begravningsplats.